# POLARBEAR
POLARBEAR est une expérience visant à étudier la polarisation du fond diffus cosmologique. Les instruments utilisés sont montés sur le Huan Tran Telescope (HTT) de l'observatoire du Llano de Chajnantor, lui-même situé dans le désert d'Atacama au Chili. Le HTT se trouve à proximité du télescope cosmologique d'Atacama sur les pentes du Cerro Toco (en) à une altitude de 5 200 mètres,.
POLARBEAR est une collaboration internationale constituée notamment de l'université de Californie à Berkeley, le Laboratoire national Lawrence-Berkeley, l'université du Colorado à Boulder, l'université de Californie à San Diego, l'Imperial College London, le laboratoire astroparticule et cosmologie de l'université Paris-Diderot, le KEK, l'université McGill et l'université de Cardiff.